# BUMP OF CHICKEN STADIUM TOUR 2016 "BFLY" NISSAN STADIUM 2016/7/16,17
『BUMP OF CHICKEN STADIUM TOUR 2016 "BFLY" NISSAN STADIUM 2016/7/16,17』（バンプ・オブ・チキン スタジアムツアー にせんじゅうろく バタフライ にっさんスタジアム）は、BUMP OF CHICKENの通算3作目のライブビデオ。2016年12月21日にトイズファクトリーよりDVDとBlu-ray Discの2種類で発売された。

## 概要
2016年の4月から7月にかけて開催されたバンド初のスタジアムツアー「BFLY」のファイナルとなった日産スタジアム（横浜国際総合競技場）公演を映像化した作品となる。
本作には、オープニングからアンコールまで全編が収録される。初回限定盤には、後述の通りさまざまな特典映像が収録されるほか、ライブCDやフォトブックなども封入される。
2016年11月30日に、本作のリリースに先駆け、60秒のスポット映像がYouTubeの公式チャンネルにて公開された。また、同日に5月22日の福岡ヤフオク!ドーム公演での「流星群」のライブ映像が追加収録されることも発表された。
12月7日には「GO」のライヴ映像がYouTubeの公式チャンネルで先行公開された。
2020年5月22日にはHuluでライブ映像が限定配信された。
BUMP OF CHICKENは通常、ツアーでは日によって一部曲目を変更するが、今ツアーでは日産スタジアム公演で新曲の「アリア」を追加した以外、アンコールを含めて全公演同じセットリストだった。

## 収録曲
1. Hello,world!
2. パレード
3. K
4. カルマ
5. ファイター
6. 宝石になった日
7. アリア
8. 流星群
9. 大我慢大会
10. 孤独の合唱
11. ダンデライオン
12. GO
YouTubeにてライブ映像が公開された。
13. 車輪の唄
14. supernova
15. ray
16. 虹を待つ人
17. Butterfly
18. 天体観測
アンコール。

## 初回限定盤
Blu-rayおよびDVDの初回限定盤は、以下の特典内容となる。
- "BFLY" スペシャルインタビュー 〜 ツアーを振り返って 〜
- Opening Countdown Concept Movie
オープニング映像。
- "GO" Stage Background Movie
サブステージからメインステージへ戻り「GO」の演奏へと繋がる演出映像。
- "宝石になった日" Music Video "BFLY" Special Edition
メンバー出演シーンとツアーの演奏シーンで再構成された特別バージョンの「宝石になった日」ミュージックビデオ。
- "Butterfly" 360° Stage Movie
日産スタジアムのステージ上に設置された360°カメラで撮影された「Butterfly」ライブ映像。
- 64ページのフォトブックレット
- ステッカーシート
ツアーグッズのカプセルピンバッジを模したもの。
- ライブCD
- "流星群" @FUKUOKA YAHUOKU! DOME
2016年5月22日の福岡ヤフオク!ドーム公演での「流星群」ライブ映像。

### LIVE CD収録曲
1. Hello,world!
2. パレード
3. ファイター
4. 宝石になった日
5. アリア
6. 流星群
7. 孤独の合唱
8. GO
9. supernova
10. Butterfly